# 旅順高等学校 (旧制)

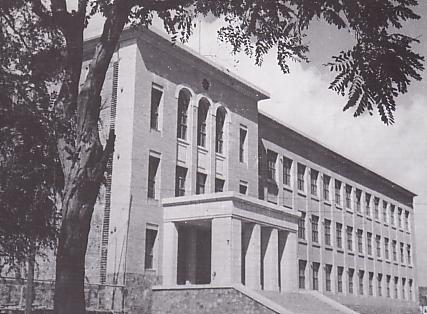
旅順高等学校

旧制旅順高等学校（きゅうせいりょじゅんこうとうがっこう）は、1940年（昭和15年）3月、日本の支配下にあった関東州旅順に設立された官立旧制高等学校。略称は「旅高」。

## 概要
関東局所管の学校である。外地では台北高等学校に次いで設立、さらに内地・外地を含め日本帝国内で最後に設立された官立高等学校であった。高等科（文科・理科）が設置された。日本人居留民の多い関東州に高等学校を設立しようとする機運は大正年間からあったが、満洲における総合大学の設立構想および旅順工科大学設立などが影響して設置が遅れた。戦時下に設立された高校であったため、内地の高校に存在していたようなリベラルな雰囲気は皆無であったといわれる。
第1回入学の宇田博により作詞・作曲された「北帰行」は正式の寮歌ではないが、広い意味での旅高の歌として広く知られている。
第二次世界大戦後、進駐してきたソ連軍に接収され廃校となった。卒業生により同窓会「向陽会」が組織されている。

## 沿革
1940年
3月 - 設立。文科・理科よりなる高等科が設置（修業年限3年）。
1942年
- 4月 - 本校舎（向陽が丘）に移転。
- 6月 - 修業年限を2年6か月に短縮し第1回卒業式を繰り上げ実施。

1945年
- 3月 - 修業年限を2年に短縮し第4回卒業式を繰り上げ実施（最後の卒業式）。
- 8月 - ソ連の対日参戦に際しほぼ全校生が召集。
- 8月18日 - 日本の敗戦とソ連軍による校舎の接収（同月末閉校）。

## 校地の変遷
旅順高等学校は、旅順市旭川町（現在の大連市旅順口区潮海街1号座標: 北緯38度48分03秒 東経121度13分10秒 / 北緯38.8007999度 東経121.219399度）に1934年に建てられた満洲国陸地測量部の建物を校舎として使用していた。1945年の日本敗戦後、校舎はまずソ連軍に引き継がれ、ソ連第39集団軍司令部として使用され、1955年のソ連撤退後は中国人民解放軍海軍旅順司令部として引き継がれた。現在、旅順高等学校の校舎は「陸地測量部跡地」という名称で遼寧省文物保護単位に登録されているが（登録番号：9-234）、2009年に旅順口区一般開放後も、軍用地なので訪問は許されていない。

## 校長
- 川瀬光順 - 初代校長。新潟高等学校より転任。
- 朝日方円 - 最後の校長。1892生。著書『新しいドイツ語文章論』。

## 著名な出身者
- 清岡卓行 - 芥川賞作家。代表作『アカシヤの大連』。第一回生として1940年（昭和15年）に入学するも3か月で中退。一高に再入学した。
- 井上孝 - 政治家。国土庁長官、建設事務次官
- 稲葉清右衛門 - ファナック社長
- 小林庄一郎 - 関西電力会長
- 小川徹 - 映画芸術新社社長、映画評論家

## 関連書籍
- 週刊朝日 『青春風土記；旧制高校物語』第4巻、朝日新聞社、1978年
- 秦郁彦 『旧制高校物語』 文春新書、2003年、ISBN 4166603558
- 秦郁彦（編）『日本官僚制総合事典；1868 - 2000』 東京大学出版会、2001年

「主要高等教育機関一覧」参照